# Viduerna de la Peña

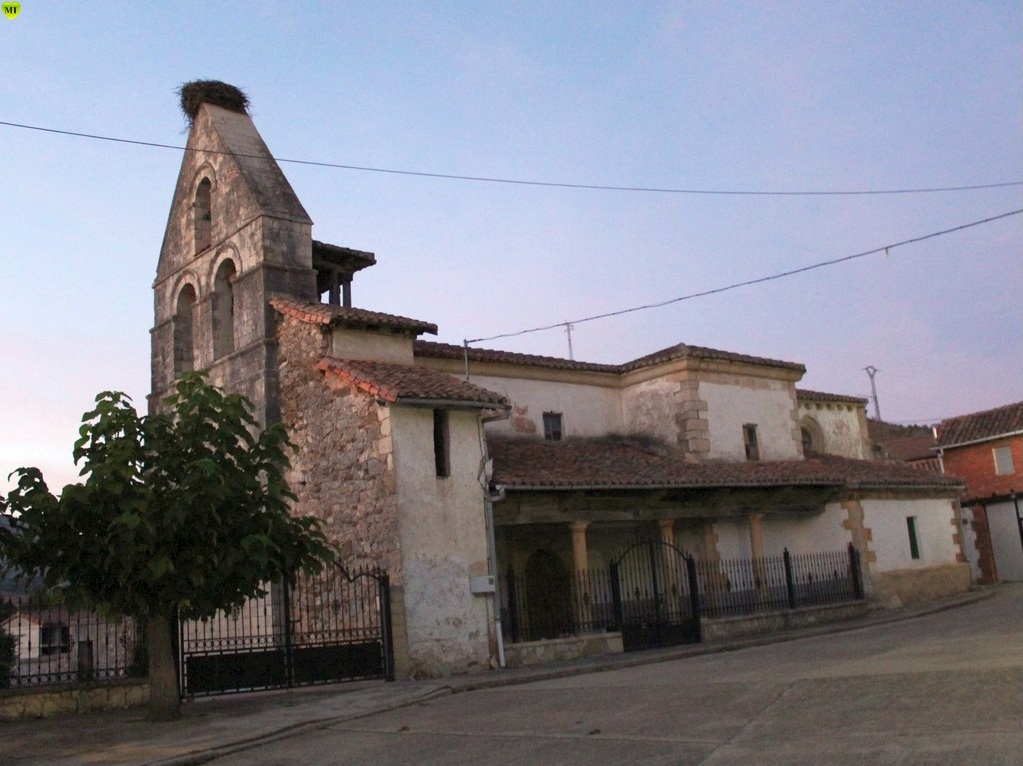
Iglesia parroquial

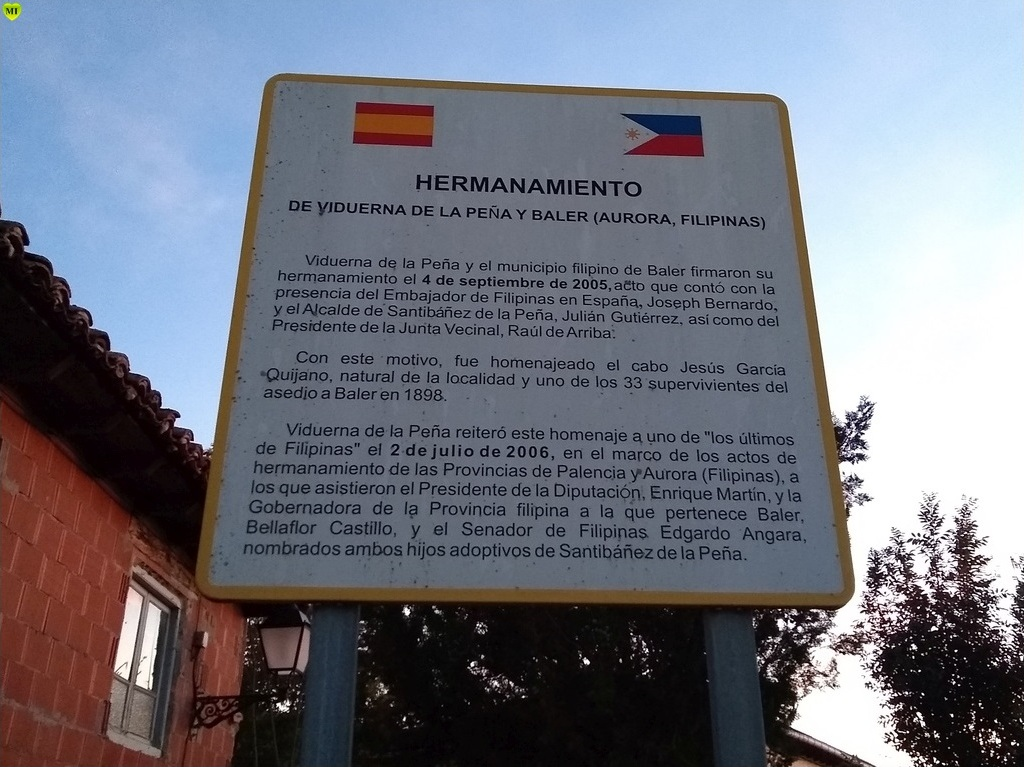
Hermanamiento de Viduerna y Baler

Viduerna de la Peña es una localidad y también una pedanía del municipio de Santibáñez de la Peña en la provincia de Palencia, en la comunidad autónoma de Castilla y León, España.

## Geografía
En la comarca de la Peña al norte de la provincia de Palencia, a muy pocos kilómetros de Cervera de Pisuerga y Velilla del Río Carrión, entradas al parque natural de Fuentes Carrionas.

## Demografía
Evolución de la población en el siglo XXI
| Gráfica de evolución demográfica de Viduerna de la Peña entre 2000 y 2020 |
|                                                                           |
| Población de derecho (2000-2020) según el padrón municipal del INE        |

## Monumentos

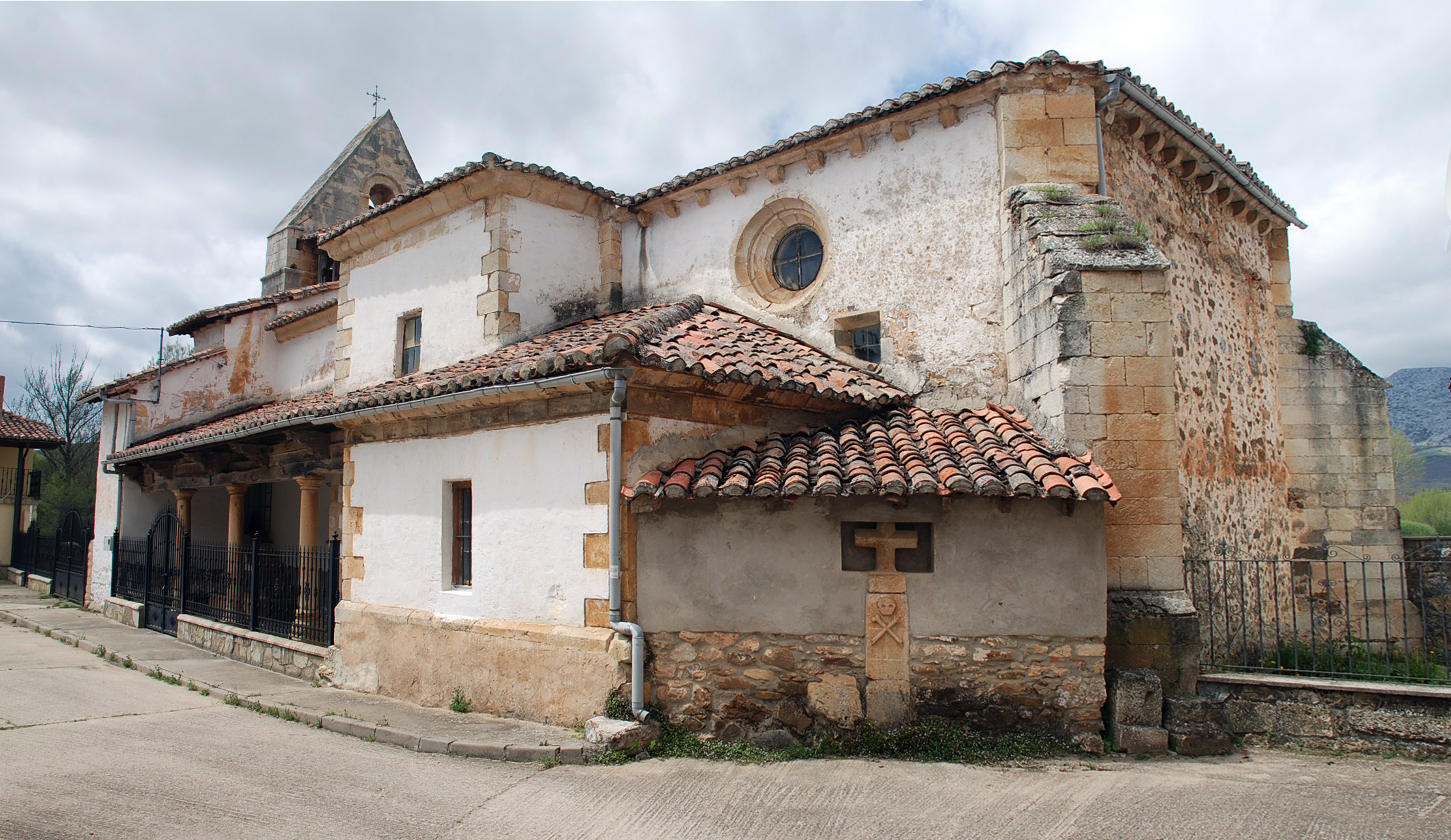
Iglesia de San Isidro Labrador en Viduerna de la Peña.

- Iglesia de San Isidro Labrador: Iglesia parroquial que conserva una excelente espadaña románica triangular. Una sola nave con planta de cruz latina. Excelente pila bautismal del siglo XVIII.

## Historia
A la caída del Antiguo Régimen la localidad se constituye en municipio constitucional, conocido entonces como Viduerna y que en el censo de 1842 contaba con 18 hogares y 94 vecinos, para posteriormente integrarse en Respenda de la Peña.

## Personajes ilustres

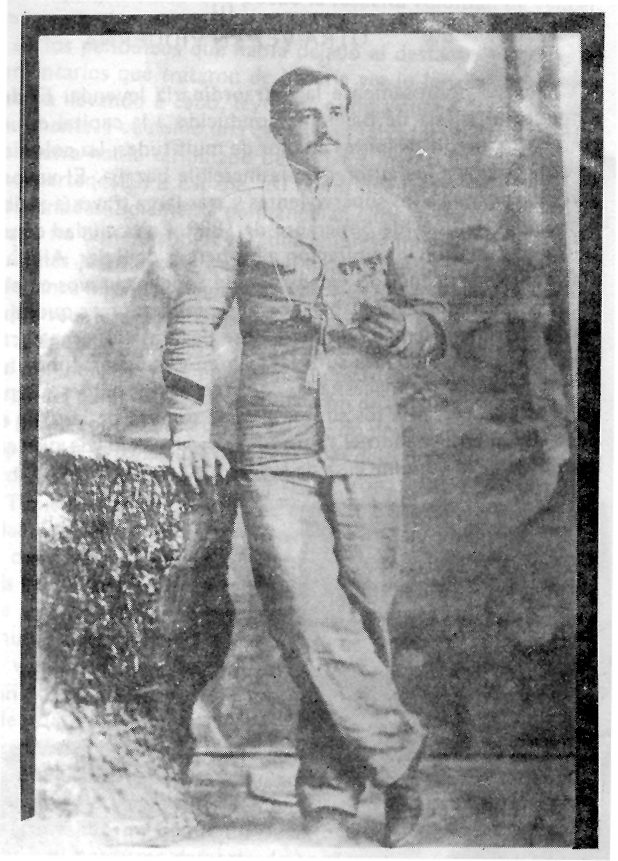
El cabo Jesús García Quijano, uno de los últimos de Filipinas.

- Jesús García Quijano: Militar palentino, y uno de los últimos de Filipinas. El cabo Jesús García Quijano participó en el sitio de Baler.[4] En 2005, Viduerna de la Peña se ha hermanado[5] con el Municipio de Baler, e inaugurado el Monumento a la Concordia Universal en recuerdo del Sitio de Baler. Un año después, ha sido la Diputación de Palencia quien ha dado el paso de sellar su hermanamiento[6] con la Diputación de la provincia de Aurora (capital, Baler). Su biznieto, también llamado Jesús, mantiene el blog baleria.com.[7]

## Hermanamiento
- Baler, Filipinas